# Luminary
Luminary ist der Name eines Trance-Projekts. Im Jahr 2002 begannen der britische Produzent Laurence Rapaccioli und die US-amerikanische Sängerin Ashley Tomberlin ihre Zusammenarbeit. Laurence Rapaccioli war damals schon unter dem Pseudonym Arksun bekannt. Das Projekt Luminary wurde von diesen jedoch erst ein Jahr später gegründet. Im Jahr 2005 veröffentlichten sie auf dem Label Lost Language ihren ersten Track mit dem Titel My World. Dieser Track wurde von Tiësto unterstützt und auf seine Compilation In search of sunrise 4 aufgenommen. Auch die nächsten drei Singles waren erfolgreich und wurden ebenso von bekannten DJs wie zum Beispiel Armin van Buuren unterstützt. Am 17. Oktober 2007 gab das DJ-Team seine Auflösung bekannt. Die Gruppe produzierte zwar noch eine fünfte Single mit dem Namen Believe. Diese wurde jedoch nie veröffentlicht, man kann sie aber auf der offiziellen Webseite anhören. Die Sängerin Ashley Tomberlin wirkte danach an Paul van Dyks Studioalbum In Between (2007) mit.

## Singles
- 2005 "My World" (Lost Language)
- 2005 "Wasting" (Soundpiercing)
- 2006 "Amsterdam" (Anjunabeats)
- 2006 "Dark Eyes" (Solaris)